# BanG Dream! ガルパ☆ピコ
『BanG Dream! ガルパ☆ピコ』はスマートフォン向けアプリ『バンドリ! ガールズバンドパーティ!』（以下：『ガルパ』）を原作とする約3分間のコメディ系ショートアニメのシリーズ。
2018年から2021年にかけてテレビ番組『バンドリ!TV』内およびアニメ専門チャンネル・AT-Xで通算3シーズンが放送されたほか、各エピソードは繁体字中国語版公式YouTubeチャンネルでいつでも視聴できる。
本作は低頭身で描かれた登場人物たちの日常をコメディタッチに描いており、話によっては相当なシュールギャグ一辺倒の回もあり、ショートギャグアニメならではの「投げっぱなしオチ」も少なくない。また、アニメ本編などでは接点の少ないキャラクター同士が交流するシーンも多い。

## 沿革
第1期となる『BanG Dream! ガルパ☆ピコ』（以下：『ガルパ☆ピコ』）は2018年7月5日から12月27日まで「バンドリ!TV」内にて放送された。2018年12月26日から、ローソン国際展示場駅前店など一部の店舗でコラボキャンペーンを実施した。
2019年12月12日、第2期となるミニアニメ『BanG Dream! ガルパ☆ピコ 〜大盛り〜』（以下：『大盛り』）の制作が発表され、2020年5月7日の『バンドリ！ TV LIVE 2020』内にて先行して放送されていた。地上波ではTOKYO MXにて2020年7月7日（6日深夜）より放送。登場キャラクターは1期の5組25人に、に月島まりなを加えた26人。バンドメンバーではない戸山明日香の出演している回もある。このうち、テレビアニメ3rd Seasonまで登場していなかったMorfonicaは『ガルパ☆ピコ大盛り』がアニメ初登場となった。
2021年6月6日、第3期『BanG Dream! ガルパ☆ピコ ふぃーばー！』（以下：『ふぃーばー!』）の製作が発表され、同年10月7日から2022年3月31日まで『バンドリ！TV LIVE 2021』内にて放送された。
イオンシネマとのタイアップ企画として同年10月5日より『BanG Dream! ガルパ☆ピコ マナームービー Pastel＊Palettes編』が上演される。なお、ほか4バンドもマナームービーとして順次展開されている。マナームービーは1年間継続される。

## 登場人物
『ガルパ☆ピコ』においては、『ガルパ』に登場したバンド5組25人が登場した。『大盛り』ではRAISE A SUILENとMorfonicaが加わり、登場バンドメンバー数は計7組35人に増えた。また、この2シーズンにおけるバンドメンバー以外の登場人物としては月島まりなが登場しているほか、一部の回では香澄の妹・明日香も登場する。
『ふぃーばー!』では7組のバンドメンバーとまりなが引き続き登場しているほか、ゲストとして、第5話に謎生物役として速水奨が出演している。

## 制作
アニメーション制作を第1・2期はDMM.futureworks/ダブトゥーンスタジオとサンジゲン、第3期からはスクーターフィルムズ（ダブトゥーンスタジオ）が担当。制作協力としてパッショーネとCreators in Packが第1期から、サンジゲンが第3期から参加している。制作のサンジゲンと音響・制作協力のCreators in Pack、パッショーネは『バンドリ！ ガールズバンドパーティ！』（以下『ガルパ』）第2章にて収録されたミュージックビデオの制作やテレビアニメ第2期以降の制作も担当している。
総監督をDMM.futureworks/ダブトゥーンスタジオ所属のFlashアニメーターである森井ケンシロウ、監督・アニメーションキャラクターデザインをDMM.futureworks/ダブトゥーンスタジオ所属で漫画家・イラストレーターの宮嶋星矢が務める。製作総指揮、ストーリー原案、キャラクター原案、音楽プロデュースは『ガルパ』と同様のスタッフ陣が務める。
この時点では『ガルパ』の物語がテレビシリーズよりもかなり進んでいたことに加え、登場人物の数もかなり多かったことから、森井はテレビシリーズの視聴に加え、キャラクターをつかむためには『ガルパ』をプレイしてストーリーを覚える必要があったと2023年の「Anime Recorder」とのインタビューの中で振り返っている。またテレビシリーズの内容とミニアニメの視聴者との間で解釈違いが起こるのを防ぎたいという観点から、森井は各人の関係性を把握すべく、独自で相関図を作っており、ブシロード側が公開している相関図と比較する中で、キャラクターの特徴やキャラクター同士の関係をつかんでいったという。

## スタッフ
|                                           | 第1期                                  | 第2期                                  | 第3期                                  |
| ----------------------------------------- | -------------------------------------- | -------------------------------------- | -------------------------------------- |
| 原作                                      | ブシロード                             | ブシロード                             | ブシロード                             |
| 製作総指揮                                | 木谷高明                               | 木谷高明                               | 木谷高明                               |
| ストーリー原案                            | 中村航                                 | 中村航                                 | 中村航                                 |
| キャラクター原案                          | ひと和、Craft Egg                      | ひと和、Craft Egg                      | ひと和、Craft Egg                      |
| 総監督                                    | 森井ケンシロウ                         | N/A                                    | N/A                                    |
| 監督・アニメーション キャラクターデザイン | 宮嶋星矢                               | 宮嶋星矢                               | 宮嶋星矢                               |
| 美術監督                                  | 山口雅範                               | 山口雅範                               | 山口雅範                               |
| 音響監督                                  | ひらさわひさよし                       | ひらさわひさよし                       | ひらさわひさよし                       |
| 音楽                                      | Elements Garden、Craft Egg、如月なつき | Elements Garden、Craft Egg、如月なつき | Elements Garden、Craft Egg、如月なつき |
| 音楽                                      | N/A                                    | N/A                                    | ISAO                                   |
| 音楽ディレクター                          | 吹田亜沙美                             | 中村多絵                               | 中村多絵                               |
| 音楽プロデューサー                        | 上松範康、藤田淳平                     | 上松範康、藤田淳平                     | 上松範康、藤田淳平                     |
| プロデューサー                            | 根本雄貴、田中聡、金成雄文、瓶子修一   | 根本雄貴、田中聡、金成雄文、瓶子修一   | 根本雄貴、田中聡、金成雄文、瓶子修一   |
| プロデューサー                            | 塩谷佳之                               | 北澤史隆                               | 北澤史隆                               |
| アニメーション プロデューサー             | 内海洋                                 | 内海洋                                 | 内海洋                                 |
| アニメーション プロデューサー             | 渡辺タスク はたなかたいち              | 青木泰寛                               | 青木泰寛                               |
| アニメーション プロデューサー             | 渡辺タスク はたなかたいち              | 西藤和広                               | N/A                                    |
| 制作プロデューサー                        | N/A                                    | 村上りゅうすけ                         | N/A                                    |
| アニメーション制作                        | ダブトゥーンスタジオ                   | ダブトゥーンスタジオ                   | ダブトゥーンスタジオ                   |
| アニメーション制作                        | DMM.futureworks、サンジゲン            | DMM.futureworks、サンジゲン            | スクーターフィルムズ                   |
| アニメーション 制作協力                   | パッショーネ、Creators in Pack         | パッショーネ、Creators in Pack         | パッショーネ、Creators in Pack         |
| アニメーション 制作協力                   | N/A                                    | N/A                                    | サンジゲン                             |
| 制作協力                                  | Craft Egg                              | Craft Egg                              | Craft Egg                              |
| 製作                                      | BanG Dream! Project                    | BanG Dream! Project                    | BanG Dream! Project                    |

## 主題歌
楽曲制作はいずれもElements Gardenのメンバーが担当。
「ピコっと！パピっと!!ガルパ☆ピコ!!!」
香澄（愛美）×蘭（佐倉綾音）×彩（前島亜美）×友希那（相羽あいな）×こころ（伊藤美来）による第1期主題歌。作詞は織田あすか、作曲・編曲は末益涼太。
「大盛り一丁！ガルパ☆ピコ」
香澄（愛美）×蘭（佐倉綾音）×彩（前島亜美）×友希那（相羽あいな）×こころ（伊藤美来）による第2期主題歌。作詞は織田あすか、作曲・編曲は藤田淳平。
「ピコたるもの、ふぃーばー！」
香澄（愛美）✕蘭（佐倉綾音）✕彩（前島亜美）✕友希那（相羽あいな）✕こころ（伊藤美来）✕ましろ（進藤あまね）✕レイヤ（Raychell）による第3期主題歌。作詞は織田あすか、作曲は藤田淳平、編曲は笠井雄太と藤田淳平。

## 各話リスト
| ガルパ☆ピコ  | ガルパ☆ピコ                                  | ガルパ☆ピコ           | ガルパ☆ピコ       | ガルパ☆ピコ         | ガルパ☆ピコ         |
| 話数         | サブタイトル                                 | 脚本                  | 絵コンテ          | 演出                | 作画監督            |
| ------------ | -------------------------------------------- | --------------------- | ----------------- | ------------------- | ------------------- |
| pico01       | ライブハウス「さーくる」                     | 宮嶋星矢              | 宮嶋星矢          | 宮嶋星矢            | 衣谷ソーシ          |
| pico02       | くらトーーーーク                             | 宮嶋星矢              | 宮嶋星矢          | 宮嶋星矢            | 衣谷ソーシ          |
| pico03       | 革命-revolution-                             | 宮嶋星矢              | 宮嶋星矢          | 宮嶋星矢            | 衣谷ソーシ          |
| pico04       | ロックンロールベイベェ                       | 宮嶋星矢              | 宮嶋星矢          | 宮嶋星矢            | 衣谷ソーシ          |
| pico05       | パスパレ・水着deコマーシャル                 | 宮嶋星矢              | 宮嶋星矢          | 宮嶋星矢            | 暇木けい            |
| pico06       | ミッシェルランドへようこそ！                 | 宮嶋星矢              | 宮嶋星矢          | 宮嶋星矢            | 暇木けい            |
| pico07       | さーくる合同ライブ対策会議                   | 宮嶋星矢              | 宮嶋星矢          | 宮嶋星矢            | 衣谷ソーシ          |
| pico08       | ドラマーっていつも何かしらリズム刻んでるよね | 宮嶋星矢              | 宮嶋星矢          | 宮嶋星矢            | 衣谷ソーシ          |
| pico09       | チョココロネだいすき                         | 宮嶋星矢              | 宮嶋星矢          | 宮嶋星矢            | 衣谷ソーシ          |
| pico10       | ニンニクどうします？                         | 宮嶋星矢              | 宮嶋星矢          | 宮嶋星矢            | 宮嶋星矢            |
| pico11       | ハロハピスカイライブ                         | 森井ケンシロウ        | 衣谷ソーシ        | 森井ケンシロウ      | 衣谷ソーシ          |
| pico12       | ババンボ様にお願い☆                          | 宮嶋星矢              | 宮嶋星矢          | 宮嶋星矢            | 暇木けい            |
| pico13       | キラキラ愉快な商店街狂乱のブシドーパーティ   | 宮嶋星矢              | 宮嶋星矢          | 宮嶋星矢            | 暇木けい            |
| pico14       | ハロハピ厳冬期雪山縦走                       | 森井ケンシロウ        | 衣谷ソーシ        | 森井ケンシロウ      | 暇木けい            |
| pico15       | バイトの時間                                 | 森井ケンシロウ        | 衣谷ソーシ        | 森井ケンシロウ      | 暇木けい            |
| pico16       | ポッピン'シャッフル                          | 林昌宏                | 衣谷ソーシ        | 森井ケンシロウ      | 暇木けい            |
| pico17       | パステル＊散歩                               | 森井ケンシロウ        | 衣谷ソーシ        | 森井ケンシロウ      | 暇木けい            |
| pico18       | 蔵迷宮                                       | 森井ケンシロウ        | 衣谷ソーシ        | 森井ケンシロウ      | 衣谷ソーシ 暇木けい |
| pico19       | さーくるの崩壊                               | 宮嶋星矢              | 宮嶋星矢          | 宮嶋星矢            | 衣谷ソーシ 暇木けい |
| pico20       | 真実を映す魔眼                               | 森井ケンシロウ        | 衣谷ソーシ        | 森井ケンシロウ      | 暇木けい            |
| pico21       | あの演出ってワクワクするよね                 | 森井ケンシロウ        | 衣谷ソーシ        | 森井ケンシロウ      | 暇木けい            |
| pico22       | ミッシェルカフェへようこそ!                  | 森井ケンシロウ        | 衣谷ソーシ        | 森井ケンシロウ      | 暇木けい            |
| pico23       | パステルパジャマパーティー                   | 宮嶋星矢              | 衣谷ソーシ        | 宮嶋星矢            | 宮嶋星矢 暇木けい   |
| pico24       | フタゴリズム                                 | 宮嶋星矢              | 宮嶋星矢          | 宮嶋星矢            | 宮嶋星矢            |
| pico25       | 聖夜のサプライズ                             | 宮嶋星矢              | 宮嶋星矢          | 宮嶋星矢            | 宮嶋星矢 暇木けい   |
| pico26       | 再建しちゃった!                              | 宮嶋星矢              | 宮嶋星矢          | 宮嶋星矢            | 宮嶋星矢 暇木けい   |
| 大盛り       |                                              |                       |                   |                     |                     |
| 話数         | サブタイトル                                 | 脚本                  | 絵コンテ          | 演出                | 作画監督            |
| Pico2-01     | ライブハウス「さーくる」                     | 宮嶋星矢              | 宮嶋星矢          | 宮嶋星矢            | 宮嶋星矢 暇木けい   |
| Pico2-02     | ポッピンパン                                 | 内海洋 森井ケンシロウ | 衣谷ソーシ        | 森井ケンシロウ      | 宮嶋星矢 暇木けい   |
| Pico2-03     | リサコレ                                     | 宮嶋星矢              | 宮嶋星矢          | 宮嶋星矢            | 宮嶋星矢 暇木けい   |
| Pico2-04     | ひまりSOS!                                   | 鈴木将                | 宮嶋星矢          | 宮嶋星矢            | 宮嶋星矢 暇木けい   |
| Pico2-05     | パステル＊砂漠                               | 森井ケンシロウ        | 衣谷ソーシ        | 森井ケンシロウ      | 宮嶋星矢 暇木けい   |
| Pico2-06     | 美咲禁断症状                                 | 鴉羽839               | 鴉羽839           | 鴉羽839             | 宮嶋星矢 暇木けい   |
| Pico2-07     | アラタナフタツナ                             | 宮嶋星矢              | 宮嶋星矢          | 宮嶋星矢            | 宮嶋星矢 暇木けい   |
| Pico2-08     | カードファイト!!お姉ちゃん!                  | 林昌宏                | 宮嶋星矢          | 宮嶋星矢            | 宮嶋星矢 暇木けい   |
| Pico2-09     | パズル☆ピコ                                  | 森井ケンシロウ        | 森井ケンシロウ    | 森井ケンシロウ      | 衣谷ソーシ          |
| Pico2-10     | ハナゾノ路上ライブ                           | 衣谷ソーシ            | 衣谷ソーシ        | 石原充菜            | 宮嶋星矢 暇木けい   |
| Pico2-11     | 暗晦ティータイム                             | 森井ケンシロウ        | 衣谷ソーシ        | 森井ケンシロウ      | 宮嶋星矢 暇木けい   |
| Pico2-12     | ガールズバンド新聞                           | 森井ケンシロウ        | 宮嶋星矢          | 宮嶋星矢            | 宮嶋星矢 暇木けい   |
| pico2-13     | さーくる集客対策会議                         | 宮嶋星矢              | 宮嶋星矢          | 宮嶋星矢            | 宮嶋星矢 暇木けい   |
| Pico2-14     | 髪切った？                                   | 石原充菜              | 石原充菜 宮嶋星矢 | 石原充菜 宮嶋星矢   | 宮嶋星矢 暇木けい   |
| Pico2-15     | ロゼリアオンライン                           | 石原充菜              | 石原充菜          | 石原充菜            | 宮嶋星矢 暇木けい   |
| Pico2-16     | noodlee! journey!                            | 衣谷ソーシ            | 衣谷ソーシ        | 森井ケンシロウ      | 宮嶋星矢 暇木けい   |
| Pico2-17     | 魔法戦隊パステル＊レンジャー                 | 宮嶋星矢              | 宮嶋星矢          | 宮嶋星矢            | 宮嶋星矢 暇木けい   |
| Pico2-18     | 発進！ミッシェルロボ                         | 衣谷ソーシ            | 衣谷ソーシ        | 森井ケンシロウ      | 宮嶋星矢 暇木けい   |
| Pico2-19     | ましろステーション                           | 宮嶋星矢              | 宮嶋星矢          | 宮嶋星矢            | 宮嶋星矢 暇木けい   |
| Pico2-20     | マグロ                                       | 衣谷ソーシ            | 衣谷ソーシ        | 宮嶋星矢            | 宮嶋星矢 暇木けい   |
| Pico2-21     | 薫オンステージ                               | 暇木けい              | 暇木けい          | 暇木けい            | 宮嶋星矢 暇木けい   |
| Pico2-22     | 戸山探検隊                                   | 衣谷ソーシ            | 宮嶋星矢          | 宮嶋星矢            | 宮嶋星矢 暇木けい   |
| Pico2-23     | まるやま＊チャンネル                         | 石原充菜              | 石原充菜          | 石原充菜            | 宮嶋星矢 暇木けい   |
| Pico2-24     | お砂糖いくついれますか?                      | 宮嶋星矢              | 宮嶋星矢          | 宮嶋星矢            | 宮嶋星矢 暇木けい   |
| Pico2-25     | いなくなっちゃった                           | 宮嶋星矢              | 宮嶋星矢          | 宮嶋星矢            | 宮嶋星矢 暇木けい   |
| Pico2-26     | 惑星（ホシ）の鼓動                           | 宮嶋星矢              | 宮嶋星矢          | 宮嶋星矢            | 暇木けい            |
| ふぃーばー！ |                                              |                       |                   |                     |                     |
| 話数         | サブタイトル                                 | 脚本                  | 絵コンテ          | 演出                |                     |
| pico3-01     | ガールズバンド戦国時代                       | 宮嶋星矢              | 宮嶋星矢          | 宮嶋星矢            |                     |
| pico3-02     | はいきんぐやっほー                           | はるか                | 宮嶋星矢          | 宮嶋星矢            |                     |
| pico3-03     | スポーツマンシップにほっこり                 | はるか                | 雛田ゆいち        | 雛田ゆいち          |                     |
| pico3-04     | エモイナの泉                                 | 市川十億衛門          | 宮嶋星矢          | 宮嶋星矢            |                     |
| pico3-05     | ジェニファーちゃんを捜せ!                    | 市川十億衛門          | 茶山もふこ        | 宮嶋星矢            |                     |
| pico3-06     | プロデュース☆銀河                            | 市川十億衛門          | 長野新平          | 宮嶋星矢            |                     |
| pico3-07     | ひまりのSNSWARS                              | 市川十億衛門          | 雛田ゆいち        | 雛田ゆいち          |                     |
| pico3-08     | THE パスパレ DISH                            | 市川十億衛門          | 雛田ゆいち        | 雛田ゆいち          |                     |
| pico3-09     | 駆け抜けろ青春                               | はるか                | 長野新平          | 宮嶋星矢            |                     |
| pico3-10     | 漆黒のラヴィアンノート                       | はるか                | 茶山もふこ        | 宮嶋星矢            |                     |
| pico3-11     | 心配性のましろちゃん                         | 市川十億衛門          | 雛田ゆいち        | 雛田ゆいち          |                     |
| pico3-12     | ジャーキーアドベンチャー                     | 市川十億衛門          | 衣谷ソーシ        | 宮嶋星矢            |                     |
| pico3-13     | 7バンド、夢の合同ライブ！                    | 市川十億衛門          | 衣谷ソーシ        | 宮嶋星矢            |                     |
| pico3-14     | ペンションアンダンテ                         | はるか                | 長野新平          | 雛田ゆいち          |                     |
| pico3-15     | ポピモニロードショー                         | はるか                | 茶山もふこ        | 雛田ゆいち          |                     |
| pico3-16     | ハピハピ♪バケーション                        | はるか                | 湯野さわこ        | 湯野さわこ          |                     |
| pico3-17     | コロネつまみ食い裁判                         | 市川十億衛門          | 暇木けい          | 暇木けい            |                     |
| pico3-18     | ねこねこタイム                               | はるか                | 雛田ゆいち        | 雛田ゆいち          |                     |
| pico3-19     | ガルパ名作劇場～たえデレラ～                 | 市川十億衛門          | 宮嶋星矢          | 宮嶋星矢            |                     |
| pico3-20     | ゲームセンターともえ                         | 市川十億衛門          | 茶山もふこ        | 宮嶋星矢            |                     |
| pico3-21     | ハッピーさんばかーニバル                     | はるか                | 宮嶋星矢          | 宮嶋星矢 雛田ゆいち |                     |
| pico3-22     | さーくる幼稚園                               | 市川十億衛門          | 暇木けい          | 暇木けい            |                     |
| pico3-23     | ウホホウホホイ                               | はるか                | 宮嶋星矢          | 宮嶋星矢            |                     |
| pico3-24     | ありがとう                                   | はるか                | 暇木けい          | 宮嶋星矢            |                     |
| pico3-25     | 7バンド合同ライブ演出会議！                  | 宮嶋星矢              | 宮嶋星矢          | 宮嶋星矢            |                     |
| pico3-26     | 遥かなるソラの先へ                           | 森井ケンシロウ        | 宮嶋星矢          | 宮嶋星矢            |                     |